# ابلتفت
ابلتفت (به لاتین: Ebeltoft) یک منطقهٔ مسکونی در دانمارک است که در Syddjurs Municipality واقع شده‌است. ابلتفت ۷٫۲۴ کیلومتر مربع مساحت و ۷٬۱۶۷ نفر جمعیت دارد.

## خواهرخوانده
شهرهای Hollola و همت، کالیفرنیا خواهرخوانده‌های ابلتفت هستند.